# 阿斯普島

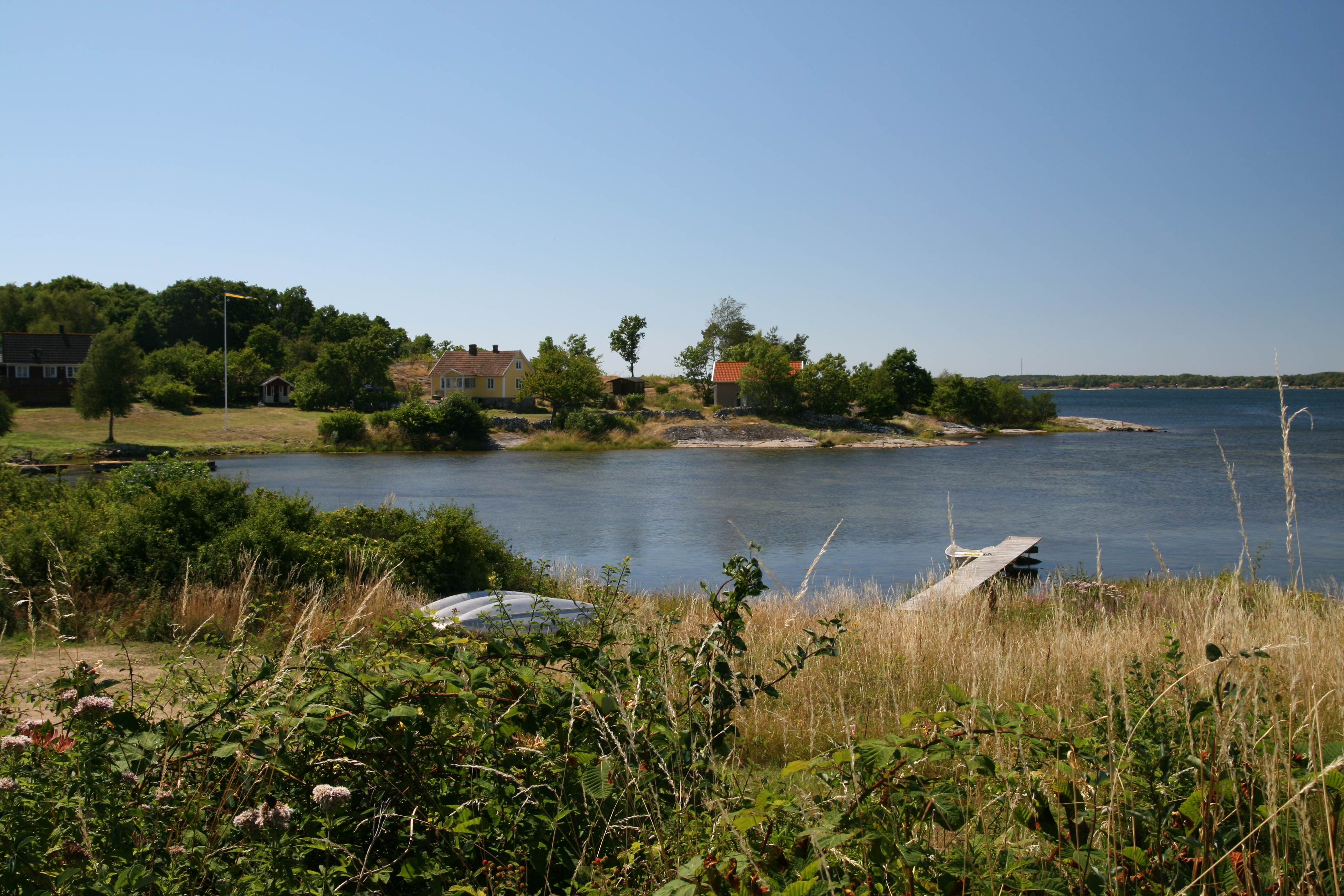

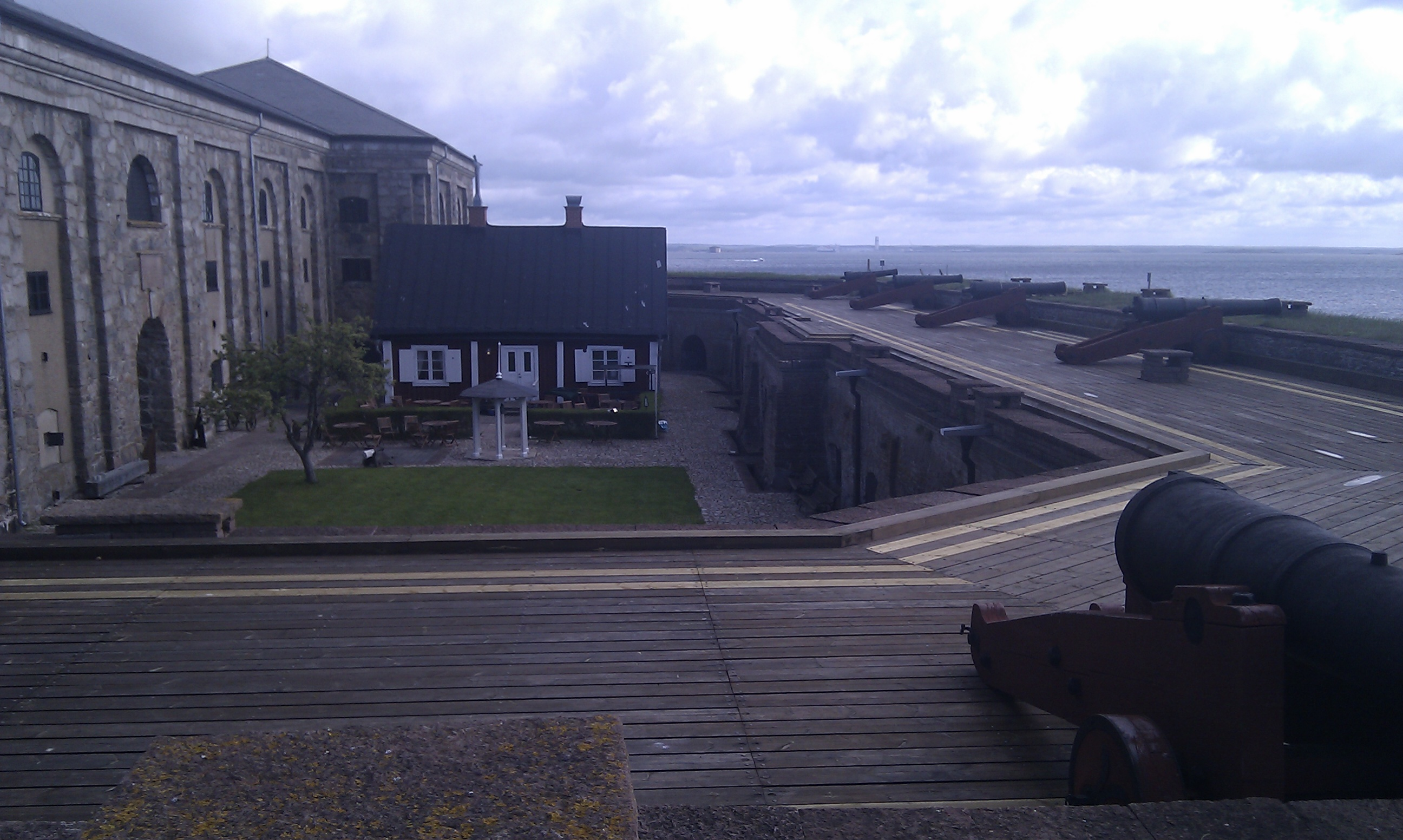

阿斯普島是瑞典的島嶼，位於該國東南部，由布萊金厄負責管轄，距離卡爾斯克魯納23分鐘船程，面積26.08平方公里，島上有一座建於十七世紀的城堡，島上有約460名居民。

## 外部連結
- Tourist map of Aspö (PDF) Karlskrona commune

56°06′53″N 15°32′28″E / 56.11467°N 15.541176°E